# 清州 (辽朝)
清州，中国辽朝时设置的州。
辽朝设置清州，开始设置的时间和治所不详。治所大体今吉林省农安县附近。为刺史州，号为建宁军刺史。和益州、雍州、安远州怀义军、威州武宁军，都是龙州黄龙府的支郡。辽朝末年，已经废除清州。